# Asarum unzen
Asarum unzen là một loài thực vật có hoa trong họ Aristolochiaceae. Loài này được (F.Maek.) Kitam. & Murata mô tả khoa học đầu tiên năm 1962.